# Yigoga pygmaea
Yigoga pygmaea är en fjärilsart som beskrevs av George Francis Hampson 1903. Yigoga pygmaea ingår i släktet Yigoga och familjen nattflyn. Inga underarter finns listade i Catalogue of Life.